# Chemlab
Chemlab es una banda de coldwave y rock industrial (o "machine rock") formada en 1989 en Washington D. C., Estados Unidos por Dylan Thomas More, Joe Frank y Jared Louche (entonces conocido como Hendrickson). 

## Historia
Influenciados por los pioneros del género industrial, Throbbing Gristle, Chemlab mezcló dureza y sonidos experimentales con rock and roll y metal para crear su música.
En 1990 ellos lanzan su primer EP, 10 Ton Pressure y se mudan a Nueva York donde se establecen por el resto de su carrera. La banda consigue una fuerte cantidad de fanes al salir de gira con bandas como White Zombie, KMFDM, Nine Inch Nails y GWAR, entre otras.
Después de lanzar los álbumes Burn Out At The Hydrogen Bar y East Side Militia con el sello Fifth Column Records, Chemlab se separa en 1997 y vuelve en 2004 para lanzar un álbum titulado Oxidizer que solo contaba con la presencia de un miembro original, Jared. Después de un largo hiato de siete años, Jared recrea Chemlab y con una banda de apoyo formada por miembros del grupo electro-industrial mindFIELD realiza un recital en Boston, Massachusetts en agosto de 2005. Debido al considerable éxito del espectáculo, la banda tocó en otro recital, esta vez en la ciudad de Nueva York el 7 de enero de 2006. En un tercer espectáculo en San Francisco el 17 de marzo de 2006, se unieron a la banda sus compañeros de bandas coldwave clásicas como Babyland y Deathline International. La banda ha tocado recientemente en el Detroit Electronic Music Festival y en el Festival Blacksun. Después de estas fechas, la banda (que puede o no presentan un retorno de los miembros originales) está planenado más grabaciones, así como el retorno a la gira.
El 1 de agosto de 2007, Jared anunció en hydrogenbar.com que Chemlab saldrá de gira por los Estados Unidos y Canadá a finales de 2007. La gira se llevará a cabo aproximadamente desde el 14 de noviembre al 14 de diciembre. Es la primera gira de la banda por EE. UU. en ocho años. La formación incluirá los siguientes nombres: Gabriel Shaw (mindFIELD) multinstrumentista/programador, Wade Alin (Christ Analogue) y Jason Bazinet (SMP).

## Miembros

### Miembros principales
- Dylan Thomas More - Programación, Arreglos
- Jared Louche (Hendrickson) - Voces, Arreglos

### Otros miembros
- Charles Levi (My Life With the Thrill Kill Kult)
- Greg Lucas (The Final Cut])
- Geno Lenardo (Filter)
- William Tucker
- Paula Shark
- Gabriel Shaw (mindFIELD)
- Regan Miller (mindFIELD)
- James McAndrew (Milquetoast)
- Kraig Tyler (16 Volt/Crazy Town)
- Servo/John DeSalvo (16 Volt/KMFDM)
- Joe Frank
- Mark Kermanj
- Steve Watson
- Streetcleaner
- MindCage (Mindless Faith)

## Discografía

### Álbumes
- Burn Out at the Hydrogen Bar (1993)
- East Side Militia (1996)
- Suture (2000)
- Oxidizer (2004)
- Rock Whore vs. Dance Floor remixes (2006)

### Sencillos/EP
- Ten Ton Pressure (1990)
- Magnetic Fields Remixes (1994)
- "Electric Molecular" con remixes de KMFDM (1996)
- "The Machine Age" (2003)

## Exnlaces externos
- HydrogenBar.com Sitio web oficial
- Fabryka Industrial Rock webzine
- Chemlab fan site

- Datos: Q8345197